# Station Jäneda
Station Jäneda is een station in de Estische plaats Jäneda in de gemeente Tapa. Het station ligt aan de spoorlijn Tallinn - Narva. 

## Treinen
De volgende treinen stoppen op Station Jäneda:
| Vervoerder | Treinsoort | Route                                   | Opmerkingen                              |
| ---------- | ---------- | --------------------------------------- | ---------------------------------------- |
| Elron      | Sneltrein  | Tallinn – Jäneda – Tapa – Narva         | Stopt niet in Vesse, Lagedi en Nelijärve |
| Elron      | Stoptrein  | Tallinn – Jäneda – Tapa – Rakvere       | Stopt op alle tussenliggende stations    |
| Elron      | Stoptrein  | Tallinn – Jäneda – Tapa – Tartu         | Stopt op alle tussenliggende stations    |
| Elron      | Stoptrein  | Tallinn – Jäneda – Tapa – Tartu – Valga | Stopt op alle tussenliggende stations    |

Tallinn Baltisch Station · 
Kitseküla · 
Ülemiste‎ · 
Vesse · 
Lagedi · 
Kulli · 
Aruküla · 
Raasiku · 
Parila · 
Kehra · 
Lahinguvälja · 
Mustjõe · 
Aegviidu · 
Nelijärve · 
Jäneda · 
Lehtse · 
Tapa · 
Kadrina · 
Rakvere · 
Kabala‎ · 
Sonda · 
Kiviõli · 
Püssi · 
Kohtla-Nõmme · 
Jõhvi · 
Oru · 
Vaivara · 
Narva